# Wojciech Filemonowicz
Wojciech Jerzy Filemonowicz (ur. 21 czerwca 1970 w Katowicach) – polski polityk, od 2009 przewodniczący Socjaldemokracji Polskiej, wcześniej sekretarz generalny tej partii. prezes Fundacji im. Andrzeja Urbańczyka, członek Rady Małopolskiej Fundacji Dom Kombatanta RP Muzeum Czynu Zbrojnego, współzałożyciel Fundacji Przyjaciół Filharmonii Krakowskiej.
Absolwent Uniwersytetu Ekonomicznego w Krakowie. Jest ekspertem w dziedzinie bezpieczeństwa w ruchu drogowym i inicjatorem okrągłego stołu dla bezpieczeństwa ruchu drogowego. Program poprawy bezpieczeństwa na drogach prezentował na europejskich i międzynarodowych konferencjach m.in. podczas Forum Ekonomicznego w Krynicy i Open Eyes Summit w Krakowie.
W latach 2002–2004 był ekspertem ds. informacji i integracji europejskiej w rządzie SLD. W 2004 współtworzył Socjaldemokrację Polską. Był sekretarzem generalnym tej partii, a 10 stycznia 2009 został wybrany na jej przewodniczącego (po rezygnacji z kandydowania Sylwii Pusz i wcześniejszym odejściu z ugrupowania Bartosza Arłukowicza, który początkowo przeszedł z nim do II tury głosowania, które zostało zarządzone po ustąpieniu z funkcji Marka Borowskiego).
W wyborach parlamentarnych w 2005, 2007 i 2011 bezskutecznie startował jako przedstawiciel SDPL z listy odpowiednio Socjaldemokracji Polskiej, Lewicy i Demokratów oraz Platformy Obywatelskiej do Sejmu (w 2005 w okręgu tarnowskim, a w 2007 i 2011 w okręgu krakowskim).

## Osiągnięcia
- Srebrny Krzyż Zasługi za zasługi w działalności na rzecz Stowarzyszenia „Kuźnica” w Krakowie (2005)[10],
- Złote Honorowe Odznaczenie Polskiego Zw. Emerytów, Rencistów i Inwalidów (2005),
- Człowiek Roku „Gazety Krakowskiej” (2003),
- Nagroda Uskrzydlony nadana przez Tarnowską Fundację Kultury (2001),
- Złota Odznaka Filharmonii Krakowskiej (1999)[3].